# 伊里町
伊里町（いりちょう）は、かつて岡山県南東部（備前地域）に存在していた町。和気郡。
1955年、和気郡備前町、香登町、鶴山村、邑久郡鶴山村と合併し、新たに備前町となったため地方自治体として消滅した。
旧町域は現在の備前市東南部に位置しており、伊里小学校区に相当する。

## 概要
現在の備前市蕃山、麻宇那、木谷、閑谷、穂浪、伊里中、友延に相当する。

## 沿革
- 1889年（明治22年）6月1日 - 町村制施行により、蕃山村、麻宇那村、木谷村、閑谷新田村、穂浪村、伊里中村、友延村の範囲を以て和気郡伊里村発足。
- 1951年（昭和26年）11月3日 - 町制施行、伊里町発足。
- 1955年（昭和30年）3月31日 - 和気郡備前町、香登町、鶴山村、邑久郡鶴山村と合併し、新たに備前町が発足したため消滅。

## 地域

### 人口

#### 人口推移
緑色で示したものが、伊里町（伊里村）の人口
（なお、人口は国勢調査による各年10月1日時点のものである）
| 1920年（大正9年）  | 5,108 |
| 1925年（大正14年） | 5,286 |
| 1930年（昭和5年）  | 5,344 |
| 1935年（昭和10年） | 5,706 |
| 1940年（昭和15年） | 5,922 |
| 1947年（昭和22年） | 7,502 |
| 1950年（昭和25年） | 7,605 |

### 教育
現在はいずれも備前市立となっている
- 伊里町立伊里中学校
- 伊里町立伊里小学校

## 交通

### 鉄道

#### 伊里町廃止後に出来た鉄道
西日本旅客鉄道（JR西日本）
- 山陽新幹線（停車駅なし）
- 赤穂線 ： 伊里駅

### 道路
高速道路
- 山陽自動車道（ICなし）

国道
- 国道2号
- 国道250号

県道
- 岡山県道260号八木山日生線
- 岡山県道261号穂浪吉永停車場線
- 岡山県道262号蕃山友延線
- 岡山県道397号寒河本庄岡山線（岡山ブルーライン）

## 出身有名人
正宗兄弟が当町穂浪の出身である。
- 正宗白鳥（作家）
- 正宗敦夫（国文学者）
- 正宗得三郎（画家）
- 正宗厳敬（植物学者）